# Herrmannella panopeae
Herrmannella panopeae är en kräftdjursart som först beskrevs av Rolf Dieter Illg 1949.  Herrmannella panopeae ingår i släktet Herrmannella och familjen Sabelliphilidae. Inga underarter finns listade i Catalogue of Life.